# Manuel Zorrilla (ministro)
Manuel Marcos Zorrilla (Salta, 5 de febrero de 1848-Buenos Aires, 19 de diciembre de 1915) fue un abogado, político y escritor argentino que ejerció brevemente como Ministro del Interior de la Nación Argentina en 1889, durante la presidencia de Miguel Juárez Celman.

## Biografía
Nació en la ciudad de Salta, en un casa que en 1946 fue declarada Monumento Histórico, por Decreto N.° 2.233. En la misma habitó su hermano Benjamín Zorrilla.
Estudió derecho en la Universidad de Córdoba, dedicándose también al periodismo. Con el fin de propiciar la candidatura de Nicolás Avellaneda para las elecciones de 1874, fundó la Unión Nacional. Fue secretario de Avellaneda, publicando posteriormente sus memorias bajo dicho cargo con el título de Recuerdos de un secretario. El segundo tomo se editó póstumamente bajo el nombre Al lado de Sarmiento y Avellaneda. Posteriormente fue secretario privado del presidente Julio Argentino Roca.
En la presidencia de Miguel Juárez Celman fue nombrado subsecretario del Ministerio del Interior. En enero de 1889 se hizo cargo interinamente del Ministerio del Interior de la Nación, tras la renuncia de Eduardo Wilde, hasta que es designado Wenceslao Pacheco.
En 1893 fue secretario del interventor de la provincia de Santa Fe José Vicente Zapata. Entre 1897 y 1899, y luego desde 1901, fue miembro del Concejo Deliberante de la Ciudad de Buenos Aires por la parroquia de Flores. Presidió dicho Concejo, y en 1901 fue interinamente Intendente durante un viaje de Adolfo Bullrich.
En 1909 el Estado nacional le otorgó 15.000 hectáreas en la precordillera del entonces territorio nacional del Neuquén, actualmente parte de la provincia de Río Negro (abarcando las localidades de General Enrique Godoy y Villa Regina). Un sector de dichas tierras llamadas Campo Zorrilla fueron posteriormente adquiridas por el médico español Avelino Gutiérrez, dando luego origen a la localidad de General Enrique Godoy.

## Obra
- Versos (1885)[10]
- Recuerdos de viaje (1911)[11]
- Prácticas administrativas (1911)[10]
- Recuerdos de un secretario (1912)
- Miscelánea política y administrativa (1913)[10]
- Al lado de Sarmiento y Avellaneda (1943)